# Marc Armand Ruffer
Sir Marc Armand Ruffer (1859, Lió, França - 17 d'abril de 1917) fou un patòleg experimental i bacteriòleg angloalemany. Se'l considera un dels pioners de la moderna paleopatologia.

## Família
Era fill del banquer alemany Baró Alphonse Jacques Rüffer i la seva dona alemanya Caroline. Rüffer es casà amb Alice Maria Greenfield el 1890 i va tenir tres fills.

## Educació
Va estudiar a Brasenose, Oxford, University College London i a l'Institut Pasteur a París.

## Carrera
El 1891 fou nomenat primer director de l'Institut Britànic de Medicina Preventiva, posteriorment Institut Lister de Medicina Preventiva.
En mudar-se a Egipte per motius de salut, Rüffer va ser nomenat professor de bacteriologia a la Facultat de Medicina de la Universitat del Caire el 1896, després de prendre un paper en els comitès que s'ocupen de la salut, la malaltia i el sanejament. A Egipte, va treballar en histologia de mòmies, va publicar els seus descobriments i ajudà a establir el camp de paleopatologia.
Nomenat cavaller el 1916, se'n va anar a Grècia durant la Primera Guerra Mundial per millorar el sanejament. Quan tornava a Egipte a bord del vaixell Arcadian el 17 d'abril de 1917, es va perdre en el mar quan el vaixell va ser torpedinat davant de la costa grega, sense previ avís pel submarí alemany SM UC-74, amb la pèrdua de 279 vides, 35 de les quals eren de la tripulació.